# Park So-yi
Park So-yi (en hangul, 박소이; hanja: 朴昭怡; nacida el 12 de marzo de 2012) es una actriz surcoreana de cine y televisión.

## Carrera
Su familia está compuesta por sus padres y su hermano menor, Park Ji-ham.
Debutó como actriz a los seis años con la serie de televisión Mistress, de 2018.
Destacó por dos papeles en sendas películas de 2020: por un lado, su interpretación de Yoo-min en Deliver Us from Evil, por la cual recibió una nominación como mejor actriz revelación en cine en los premios Baeksang Arts. Y por otro, el papel de Seung-yi en Pawn, que obtuvo al ser elegida entre trescientas candidatas y que es su primer papel protagonista. Este trabajo le valió el galardón a la mejor actriz infantil en los premios Golden Cinematography de 2021.
En 2021 firmó un contrato de representación con la agencia YG Entertainment. En 2022 fue Yoona en el filme francocoreano de suspenso Vanishing: An Unsolved Incident, protagonizado por Yoo Yeon-seok y Olga Kurylenko.
Además de su trabajo como actriz, ha aparecido asimismo en numerosos anuncios publicitarios.

## Filmografía

### Cine
| Año   | Título                      | Tít. original                    | Papel                 | Notas                                      | Ref.          |
| ----- | --------------------------- | -------------------------------- | --------------------- | ------------------------------------------ | ------------- |
| 2019  | Spring, Again               | 다시, 봄                         | Ye-eun                |                                            | [ 3 ]         |
| 2020  | The Hill of Wind            | 바람의 언덕                      | Park So-yi            | Aparición especial                         | [ 3 ]         |
| 2020  | Hotel Lake                  | 호텔 레이크                      | Yoon Ji-yoo           |                                            | [ 3 ] [ 8 ]   |
| 2020  | Deliver Us from Evil        | 다만 악에서 구하소서             | Yoo-min               |                                            | [ 9 ]         |
| 2020  | Pawn                        | 담보                             | Seung-yi de niña      | Protagonista                               | [ 9 ] [ 10 ]  |
| 2021  | Unframed                    | 언프레임드 – 반디                | Jung Ban-di           | Película colectiva (Watcha) - parte Bandi  | [ 11 ]        |
| 2022  | Vanishing                   | 배니싱:미제사건                  | Yoona                 | Coproducción francocoreana                 | [ 12 ] [ 13 ] |
| 2023  | Switch                      | 크리스마스 선물                  | Ro-hee                |                                            | [ 14 ]        |
| 2023  | Jung_E                      | 정이                             | Yoon Seo-hyun de niña | Película web (Netflix)                     | [ 15 ]        |
| 2023  | Dr. Cheon and Lost Talisman | 천박사 퇴마 연구소: 설경의 비밀  | Yoo-min               |                                            | [ 16 ]        |
| 2023  | The Boys                    | 소년들                           | Lee Eun-sol           | Aparición especial                         | [ 17 ] [ 18 ] |
| Prog. | Tastes of Horror            | 테이스츠 오브 호러 – 똑 딱 똑 딱 | Aji                   | Película colectiva - parte Tik Tok Tik Tok | [ 2 ] [ 19 ]  |

### Televisión
| Año  | Título                    | Papel                          | Canal         | Notas                    | Ref.          |
| ---- | ------------------------- | ------------------------------ | ------------- | ------------------------ | ------------- |
| 2018 | Mistress                  | Kim Sang-hee                   | OCN           |                          | [ 20 ] [ 3 ]  |
| 2018 | Ms. Hammurabi             | Hija de Young-soo              | JTBC          | Cameo, ep. 8             |               |
| 2018 | Sketch                    | Niña en la piscina             |               | Cameo, ep. 2             |               |
| 2018 | Devilish Charm            | Joo Ki-bbeum de niña           | MBN           | Aparición especial       |               |
| 2018 | Encuentro                 | Niña que ha perdido su juguete | tvN           | Cameo, ep. 9             |               |
| 2019 | Her Private Life          | Sung Deok-mi de niña           | tvN           |                          | [ 21 ] [ 3 ]  |
| 2019 | Different Dreams          | Hija de Tae-joon               |               | Aparición especial       |               |
| 2019 | My Country                | Seo Yeon de niña               | JTBC          | Aparición especial       | [ 3 ] [ 22 ]  |
| 2020 | Do Do Sol Sol La La Sol   | Koo Ra-ra de niña              | KBS2          |                          | [ 3 ]         |
| 2021 | She Would Never Know      | Kang Ha-eun                    | JTBC          |                          | [ 23 ]        |
| 2021 | Mouse                     | Choi Hong-joo de niña          | tvN           | Cameo, ep. 1             |               |
| 2021 | Facultad de derecho       | Kang Byul                      | JTBC, Netflix |                          | [ 24 ]        |
| 2021 | High Class                | Hwang Jae-in                   | tvN, Netflix  |                          | [ 25 ]        |
| 2022 | Las hermanas              | Oh In-joo de niña              | tvN, Netflix  | Aparición especial       |               |
| 2022 | Monstrous                 | Ha-young                       | TVING         | Serie web                | [ 26 ] [ 23 ] |
| 2023 | Nos vemos en mi 19.ª vida | Ban Ji-eum de niña             | tvN           |                          | [ 27 ] [ 28 ] |
| 2023 | Revenant                  | Lee Mok-dan                    | SBS           | Aparición especial       | [ 29 ]        |
| 2023 | 2:15                      | Im Hyun-soo                    | tvN           | OPENing, drama en un ep. | [ 30 ]        |
| 2024 | Una familia atípica       | Bok Yi-na                      | JTBC          |                          | [ 31 ] [ 32 ] |
| 2025 | Primavera de juventud     | Kim Bom de adolescente         | SBS           |                          |               |

### Vídeos musicales
| Año  | Título                         | Artista     | Duración | Ref.   |
| ---- | ------------------------------ | ----------- | -------- | ------ |
| 2020 | 집 지키기 («Proteger la casa») | Jang Jae-in | 3:23     | [ 33 ] |

## Premios y nominaciones
| Año  | Premios                                              | Categoría                      | Papel                | Resultado | Ref.         |
| ---- | ---------------------------------------------------- | ------------------------------ | -------------------- | --------- | ------------ |
| 2021 | Baeksang Arts Awards                                 | Mejor actriz revelación (cine) | Deliver Us from Evil | Nominada  | [ 34 ]       |
| 2021 | Chunsa Film Art Awards                               | Mejor actriz revelación        | Pawn                 | Nominada  | [ 35 ]       |
| 2021 | Golden Cinematography Awards                         | Mejor actriz infantil          | Pawn                 | Ganadora  | [ 4 ] [ 36 ] |
| 2022 | Director's Cut Awards                                | Mejor actriz revelación (cine) | Pawn                 | Nominada  | [ 37 ]       |
| 2022 | 10.º Festival Internacional de Cine Infantil de Seúl | Niña del Año                   | —                    | Ganadora  | [ 38 ]       |
| 2023 | SBS Drama Awards                                     | Mejor actriz infantil          | Revenant             | Ganadora  | [ 39 ]       |